# Vincenzo Pastore
Vincenzo Pastore (Casamassima, 5 de agosto de 1865 — São Paulo, 15 de janeiro de 1918) foi um fotógrafo ítalo-brasileiro com atuação na cidade de São Paulo da segunda metade do século XIX e início do século XX. Publicou fotografias em revistas ilustradas, como A Cigarra e A Vida Moderna. 

## Biografia
Nascido na comuna de Casamassima, região da Apúlia, no sul da Itália. Filho de Francesco Pastore e Costanza Massaro. Esteve no Brasil pela primeira vez em 1894, residindo por um ano em São Paulo. Em 1899, muda-se definitivamente com a esposa Elvira Lopardi, instalando seu estúdio fotográfico na rua da Assembleia, onde também residia. Em colaboração com Elvira, responsável pelo laboratório fotográfico, manteve intensa atividade como retratista. Ela trabalhava no estúdio e era responsável pelos serviços de fotopintura e acabamento.
Em 1907 inaugurou um novo estúdio na rua Direita, número 24. Posteriormente abriu um novo estúdio na Praça da República.
Em 1908, participou da Exposição Nacional, realizada no Rio de Janeiro, em comemoração ao centenário da abertura dos portos no Brasil, com um conjunto de fotopinturas e trabalhos de grandes dimensões. 
Em seu estúdio obteve sucesso comercial com os retratos mimosos, que tinham como padrão o recorte losangular em tamanhos e tipos de cartão variados. Seu estúdio também oferecia serviços variados como imagens em esmaltes para broches, autocromos, platinotipias e fotominiaturas. Fazia montagens com desenhos e retratos de múltipla exposição. Também contemplou temas bucólicos e produziu ensaios com temas religiosos. Em paralelo a atividade do estúdio, fotografou o cotidiano das ruas de São Paulo no início da década de 1910. Essas imagens registram feirantes, engraxates, vassoureiros, jornaleiros, além de conversas entre mulheres e brincadeiras de crianças.
Em 1911, ganhou a medalha de bronze na Espozione Internazionale delle Industrie e dell lavoro, em Turim, na Itália. 
Retornou à Itália em 1914, instalando o estúdio Ai Due Mundi em Bari, mas seus planos são frustrados pelo início da Primeira Guerra Mundial. Sua família retorna ao Brasil no ano seguinte, e Pastore falece em 1918.
Suas fotografias emblemáticas registradas pelas ruas da capital paulista, têm uma trajetória interessante: feitas nos anos 1910, permaneceram guardadas em uma caixa de papelão até 1996, quando seu neto decidiu doá-las ao Instituto Moreira Salles, que hoje conta com 137 imagens em seu acervo de Pastore.

## Fotografias

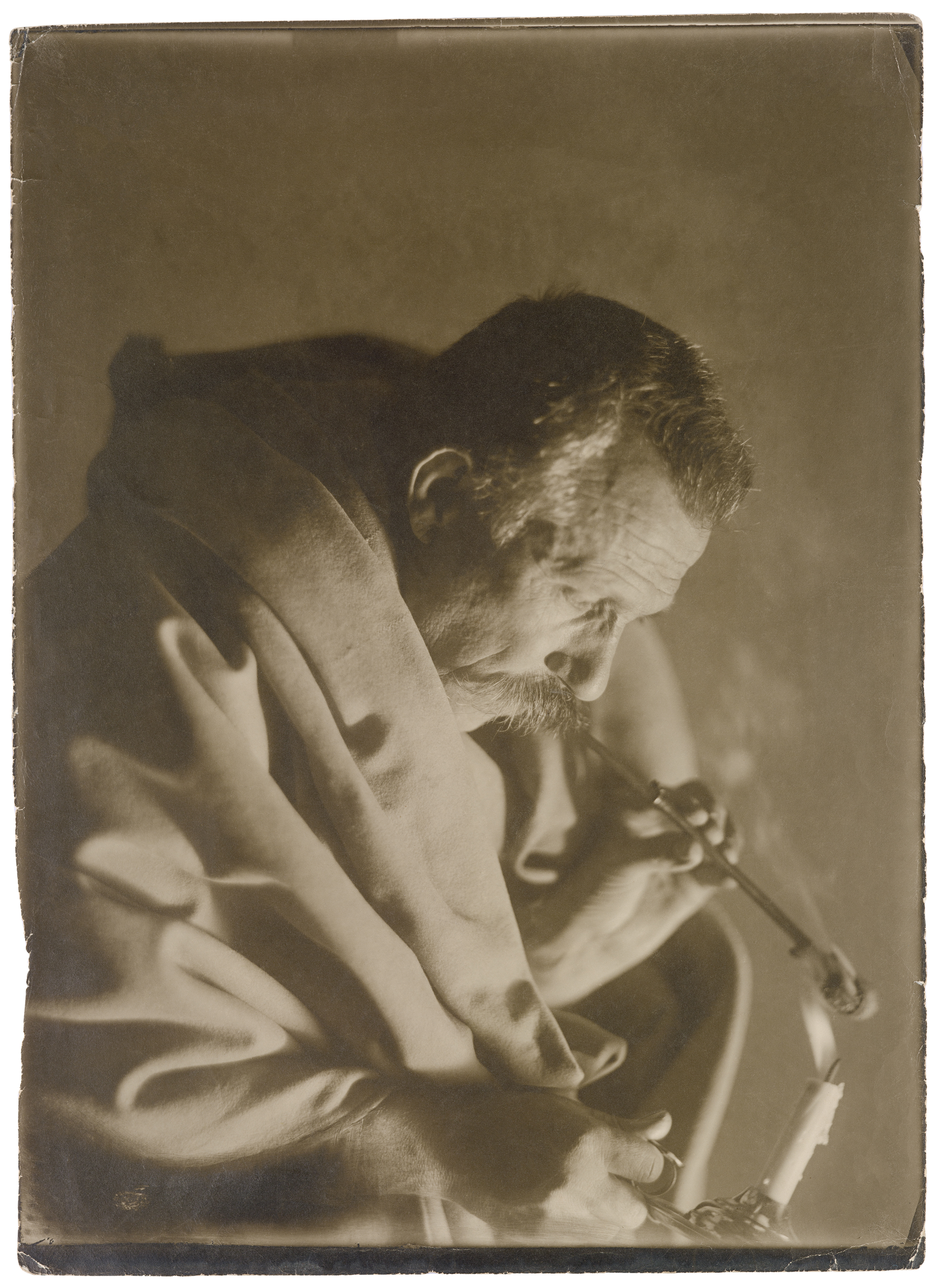
Autorretrato do fotógrafo em seu estúdio
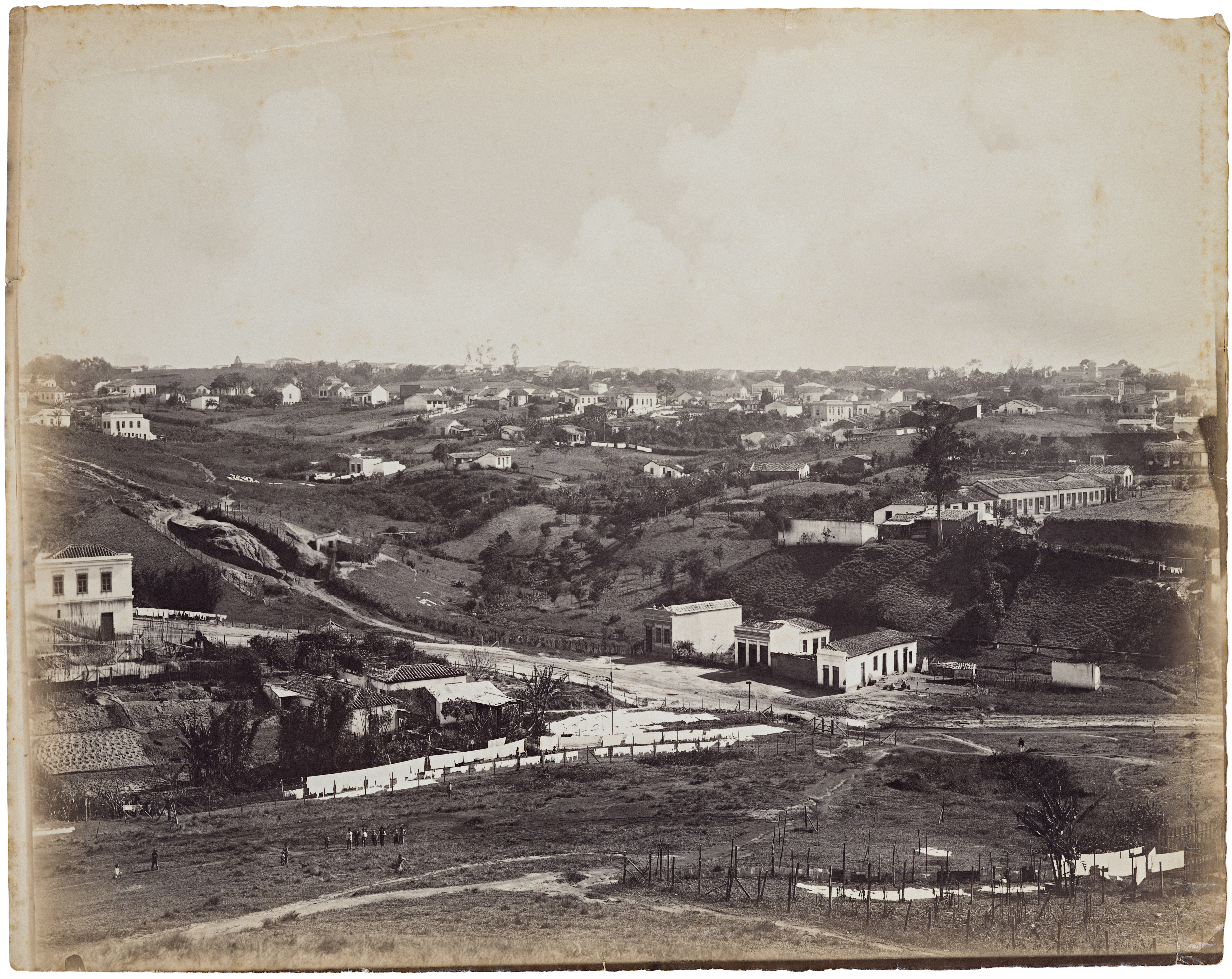
Vista do vale do Saracura
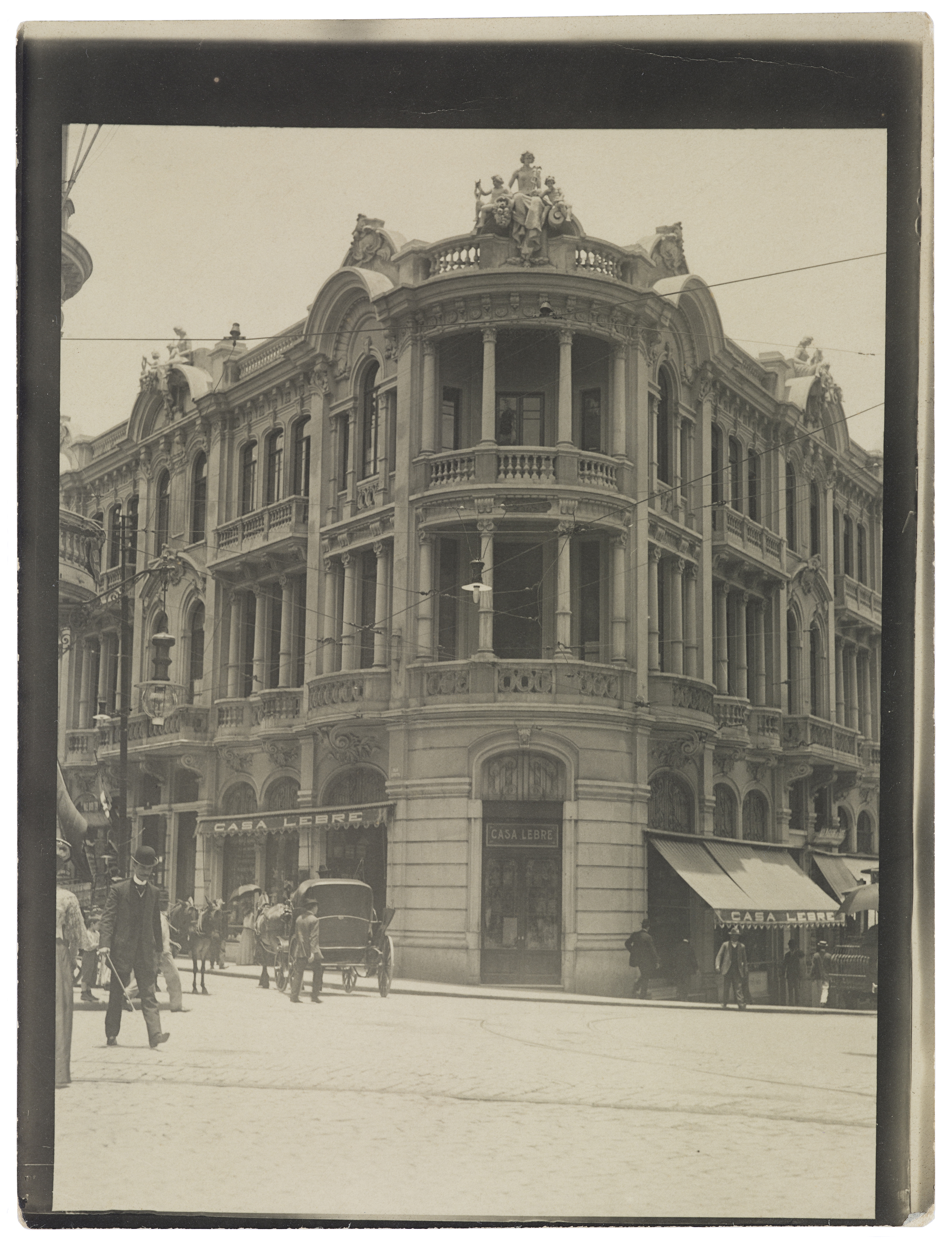
Fachada da Casa Lebre
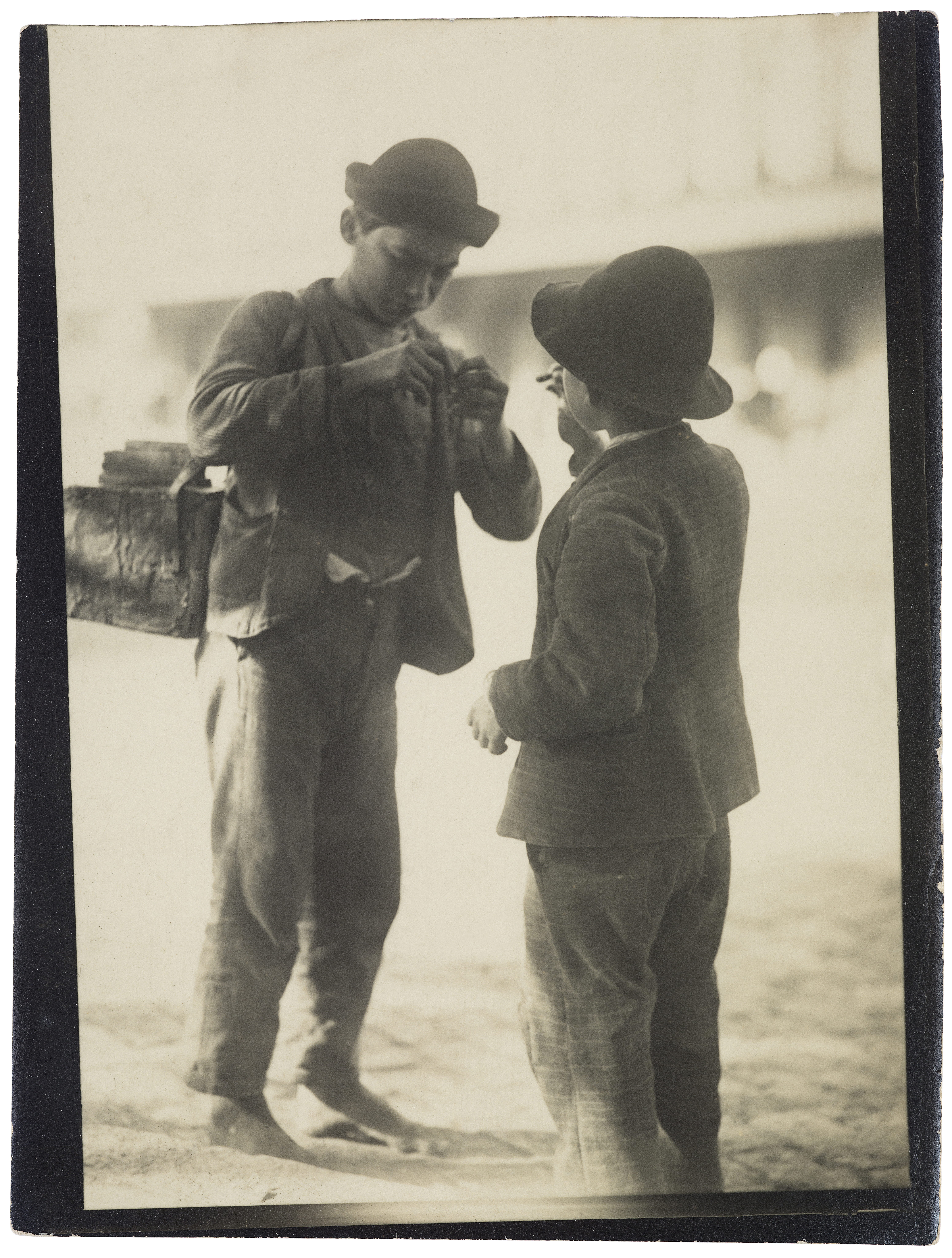
Garotos engraxates próximos ao Jardim da Luz
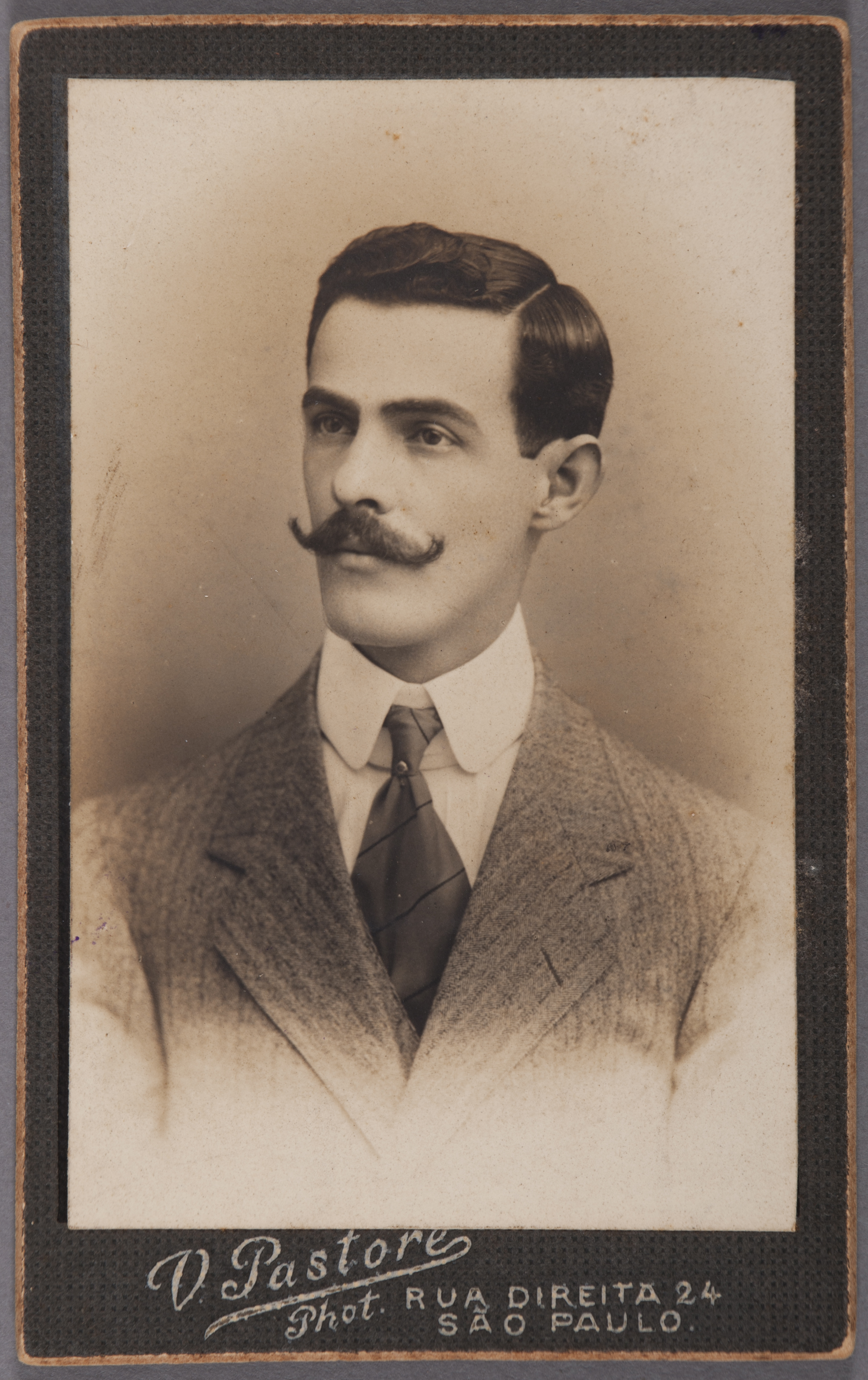
Exemplo de retrato produzido pelo estúdio do fotógrafo